# Vergílio Godinho
Vergílio Godinho (Ferreira do Zêzere, Portugal 1901 - Castelo Branco, Portugal, 1987) jurista e escritor português.
Nasceu em 1901 em Ferreira do Zêzere.
Ainda como estudante do liceu em Cernache do Bonjardim funda o semanário Selenita.
Em 1932 funda e dirige o O correio da Beira da Sertã.
Dirige outros jornais, como o Notícias de domingo de Lisboa, e o semanário Beira baixa de Castelo Branco.
Foi escriturário, guarda-livros e professor.
Exerce a advocacia em Castelo Branco e mais tarde, em Lisboa.
Em 1942 vence o Prémio Ricardo Malheiros com a obra Calcanhar do mundo.
Faleceu em 1987 em Castelo Branco.

## Poesia
- 1942 : Calcanhar do mundo (Prémio Ricardo Malheiros)